# Galveston (Texas)
Galveston è un comune (city) degli Stati Uniti d'America e capoluogo della contea di Galveston nello Stato del Texas. La popolazione era di 53 695 abitanti al censimento del 2020. Si trova all'interno dell'area metropolitana della Greater Houston. La città si trova sull'isola omonima e sull'isola Pelican nel golfo del Messico.

## Geografia fisica
Secondo lo United States Census Bureau, la città ha una superficie totale di 542,2 km², dei quali 106,76 km² di territorio e 435,44 km² di acque interne (80,31% del totale).

## Storia

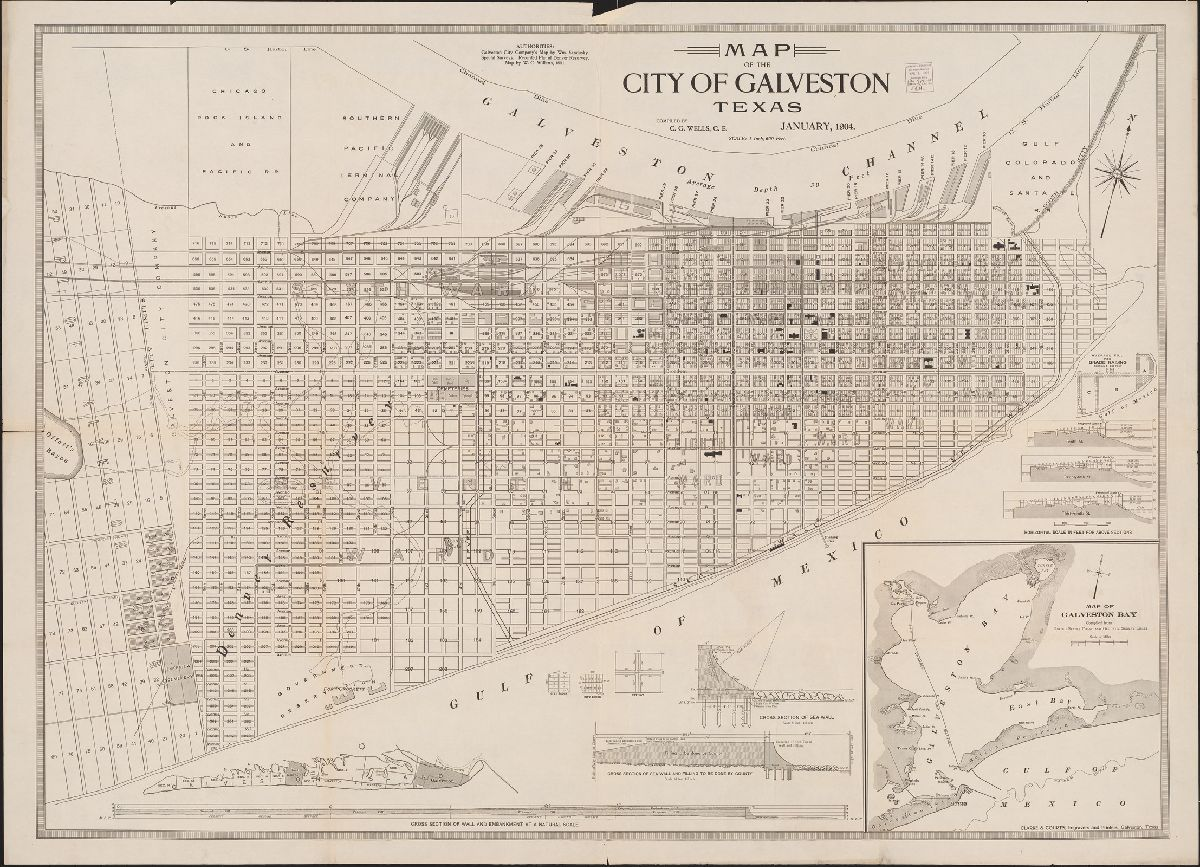
Mappa della città di Galveston (circa 1904).

Probabilmente l'isola fu scoperta dal condottiero ed esploratore spagnolo Juan de Grijalva nel 1518. Nel 1686 gli esploratori francesi la battezzarono con il nome di Saint Louis, in onore di Luigi XIV, re di Francia all'epoca, però la zona rimase inabitata durante gli anni seguenti, ad eccezione di un villaggio di nativi americani. Verso gli inizi del 1780, le truppe del governatore spagnolo della Louisiana, Bernardo de Gálvez y Madrid, più tardi viceré della Nuova Spagna, la occuparono temporaneamente e la ribattezzarono col nome attuale.
La città attuale nacque su un insediamento su un sito creato nel 1817 dal pirata Jean Lafitte. Uno che aveva vissuto per un breve periodo era Francisco Xavier Mina ("il Giovane"), uno degli eroi dell'indipendenza del Messico. La città fu temporaneamente la capitale della Repubblica del Texas nel 1836. Nel 1839, la città di Galveston fu incorporata dal Congresso della Repubblica del Texas.
Durante la guerra civile americana divenne un porto di rifornimento della Confederazione. Dopo la guerra, il porto salì in cima al commercio mondiale di cotone. Era uno dei porti più importanti del golfo e degli Stati Uniti. Dopo l'uragano del 1900, che costò la vita a circa 8 000 persone e distrusse gran parte della città, fu costruita una diga di 16 km di lunghezza e 5 m di altezza, ma la città non ritornò importante come prima; il porto perse la sua importanza a favore di quello di Houston.
In seguito la città divenne un centro turistico. Durante i ruggenti anni venti e l'epoca del proibizionismo negli Stati Uniti, la famiglia criminale Maceo creò un "impero" di casinò e prostituzione, così come forme legali d'intrattenimento. I cittadini chiamarono la loro isola col nome di "Stato libero di Galveston". L'epoca "libera" si concluse negli anni cinquanta, quando la polizia chiuse i casinò. La città si trasformò con le nuove forme di turismo, conservando i suoi vecchi edifici e con la creazione di distretti storici e attrazioni turistiche. Ma non aveva riacquistato la prosperità e la posizione economica che un tempo aveva. Altri uragani che colpirono l'area nel 1961, nel 1983 e nel 2008, causarono danni significativi alla città.

## Monumenti e luoghi d'interesse
Notevole è il Palazzo del Vescovo di Galveston, anche noto come il Castello Gresham, una sontuosa villa di stile vittoriano.

## Infrastrutture e trasporti
A 3 miglia a sud-ovest della città si trova l'Aeroporto Internazionale di Galveston Scholes, utilizzato esclusivamente per i voli dell'aviazione generale.

## Società

### Evoluzione demografica
Secondo il censimento del 2020, risultavano 53 695 abitanti.

### Etnie e minoranze straniere
Secondo il censimento del 2020, la composizione etnica della città era formata dal 64,8% di bianchi, il 15,8% di afroamericani, lo 0,5% di nativi americani, il 2,5% di asiatici, lo 0,3% di oceaniani e il 13,3% di due o più etnie. Ispanici o latinos erano il 29,7% della popolazione.

## Amministrazione

### Gemellaggi
- Armavir
- Thiruvananthapuram
- Veracruz
- Stavanger
- Niigata